# Elisabetta di Courtenay
Elisabetta di Courtenay (1140 circa – 1205) era figlia ed erede di Rinaldo di Courtenay (figlio di Milone, signore di Courtenay, e della sua prima moglie, Elisabetta di Nevers) e di sua moglie Helvise di Donjon di Corbeil (talvolta chiamata Elisabetta, figlia di Ferry di Donjon).
Dal suo matrimonio con Pietro di Francia ebbe origine il ramo capetingio della famiglia Courtenay.

## Matrimonio e discendenza
Nel 1150 sposò Pietro di Francia (1126 circa-1183), figlio di Luigi VI di Francia, che grazie a questo matrimonio divenne Signore di Courtenay. Elisabetta e Pietro ebbero i seguenti figli:
- Pietro II di Courtenay[7] (1155 circa-1219), imperatore latino di Costantinopoli
- una figlia[7], sposata con Ottone di La Marche
- Alice di Courtenay[7], sposata con Guglielmo I, conte di Joigny (matrimonio annullato per consanguineità) e poi con Ademaro Tagliaferro, conte d'Angoulême, da cui ebbe una figlia, Isabella d'Angoulême, che divenne regina consorte d'Inghilterra sposando Giovanni Senzaterra
- Roberto di Courtenay[7] (1168 circa-1239), signore di Conches e di Champignelles-en-Puisaye
- Eustachia di Courtenay[7], sposata con Guglielmo di Brienne, signore di Pacy-sur-Armançon, poi, nel 1199, con Guglielmo di Champlitte, futuro principe d'Acaia, poi con Guglielmo I, conte di Sancerre
- Clemenza di Courtenay[7], sposata con Guido VI d'Alvernia, visconte di Thiers
- Filippo di Courtenay[7] ;
- Isabella di Courtenay, sposata con Aimone III di Charost
- Costanza di Courtenay[7], sposata con Gasce di Poissy, signore di Châteaufort, poi con Guglielmo di Breteuil, signore di Villepreux
- Guglielmo di Courtenay[7] (1172 circa - tra il 1233 e il 1248), signore di Tanlay, sposato con Adelina di Noyers